# 尚庄镇
尚庄镇，是中华人民共和国江苏省盐城市盐都区下辖的一个乡镇级行政单位。

## 行政区划
尚庄镇下辖以下地区：
五瑞社区、瑞南社区、瑞北社区、塘桥社区、上潘社区、富王社区、吉爱村、庆福村、姚伙村、荣昌村、古殿村、界河村、联胜村、万和村、南吉村、民胜村、北堡村、东塘村、花村、程实村、新杨村、宗凌村和董伙村。